# Marta Szoka
Marta Szoka (ur. 24 czerwca 1955 w Łodzi) – doktor nauk humanistycznych, zarazem posiada kwalifikacje II stopnia w dziedzinie sztuki muzycznej jako instrumentalistka. Profesor nadzwyczajny Akademii Muzycznej w Łodzi. Specjalistka w ramach muzykologii, ze szczególnym uwzględnieniem zagadnień analizy dzieł i historii muzyki organowej, twórczości Franka Martina, muzyki współczesnej. Autorka kilku książek oraz ponad 60 artykułów naukowych.

## Życiorys
W latach 1974–1979 studiowała na Akademii Muzycznej w Łodzi, otrzymując na podstawie pracy Muzyka XIX wieku inspirowana poezją J.W. Goethego tytuł magistra sztuki w zakresie teorii muzyki. W 1982 roku ukończyła kształcenie w klasie organów. Zatrudniona na Wydziale Kompozycji, Teorii Muzyki, Rytmiki i Edukacji Artystycznej Akademii Muzycznej. W 1988 roku uzyskała stopień doktora nauk humanistycznych w Instytucie Sztuki Polskiej Akademii Nauk. W 1998 roku osiągnęła kwalifikacje II stopnia w dziedzinie sztuki muzycznej jako instrumentalistka. W latach 1994–2006 wykładała na Wydziale Kompozycji, Dyrygentury i Teorii Muzyki Uniwersytetu Muzycznego Fryderyka Chopina w Warszawie. Brała udział w stypendiach m.in.: Jugendfestspieltreffen w Bayreuth w 1982 roku, Organ Masterclass prof. Flor Peetersa w Mechelen w 1983 roku. Otrzymała stypendium Fundacji Paula Sachera w Bazylei w 1991 roku oraz stypendium Fulbrighta w latach 1993–1994. W 1996 roku odbyła staż w ramach Programu ArtsLink Fundacji im. Batorego w USA. W latach 1999–2002 prodziekan, zaś w latach 2002–2008 dziekan Wydziału Kompozycji, Teorii Muzyki, Rytmiki i Edukacji Artystycznej Akademii Muzycznej. Dodatkowo była przewodnicząca Jury II Ogólnopolskiego Konkursu Muzyki Organowej XX wieku dla uczniów szkół średnich oraz kilkukrotnie członkiem Jury Ogólnopolskiego Konkursu Prac Magisterskich Akademii Muzycznych.
Członek Związku Kompozytorów Polskich (od 1988 roku) i Łódzkiego Towarzystwa Naukowego (od 2000 roku).

## Działalność artystyczna
Koncertuje w kraju oraz za granicą m.in. w Niemczech, Szwajcarii, Danii, USA. W latach 1994-1996 odbywała recitale organowe połączone z wykładami na temat muzyki polskiej w Tulane University w Nowym Orleanie, North Carolina University w Chapel Hill oraz Oberlin Conservatory of Music. W swoim dorobku ma nagrania archiwalne dla Polskiego Radia.

## Wybrane publikacje naukowe
- Polska muzyka organowa w latach 1945-1985, Łódź 1993.
- Język muzyczny Franka Martina, Łódź 1995.
- Łódzkie środowisko kompozytorskie 1945-2000. Leksykon, Łódź 2001. (współautorstwo)
- Frank Martin - muzyczne konteksty (studia monograficzne), Łódź 2002.